# Xanthoparmelia stenosporonica
Xanthoparmelia stenosporonica är en lavart som beskrevs av Hale. Xanthoparmelia stenosporonica ingår i släktet Xanthoparmelia och familjen Parmeliaceae.   Inga underarter finns listade i Catalogue of Life.